# PETA (Indonésie)
Pour les articles homonymes, voir PETA.
La Tentara Sukarela Pembela Tanah Air ou Armée des volontaires défenseurs de la patrie — en japonais, 郷土防衛義勇軍 (kyōdo bōei giyūgun) —, plus souvent désignée sous l'acronyme PETA, est une unité paramilitaire formée par l'Armée impériale japonaise au cours de l'occupation japonaise des Indes néerlandaises durant la Seconde Guerre mondiale.

## Historique

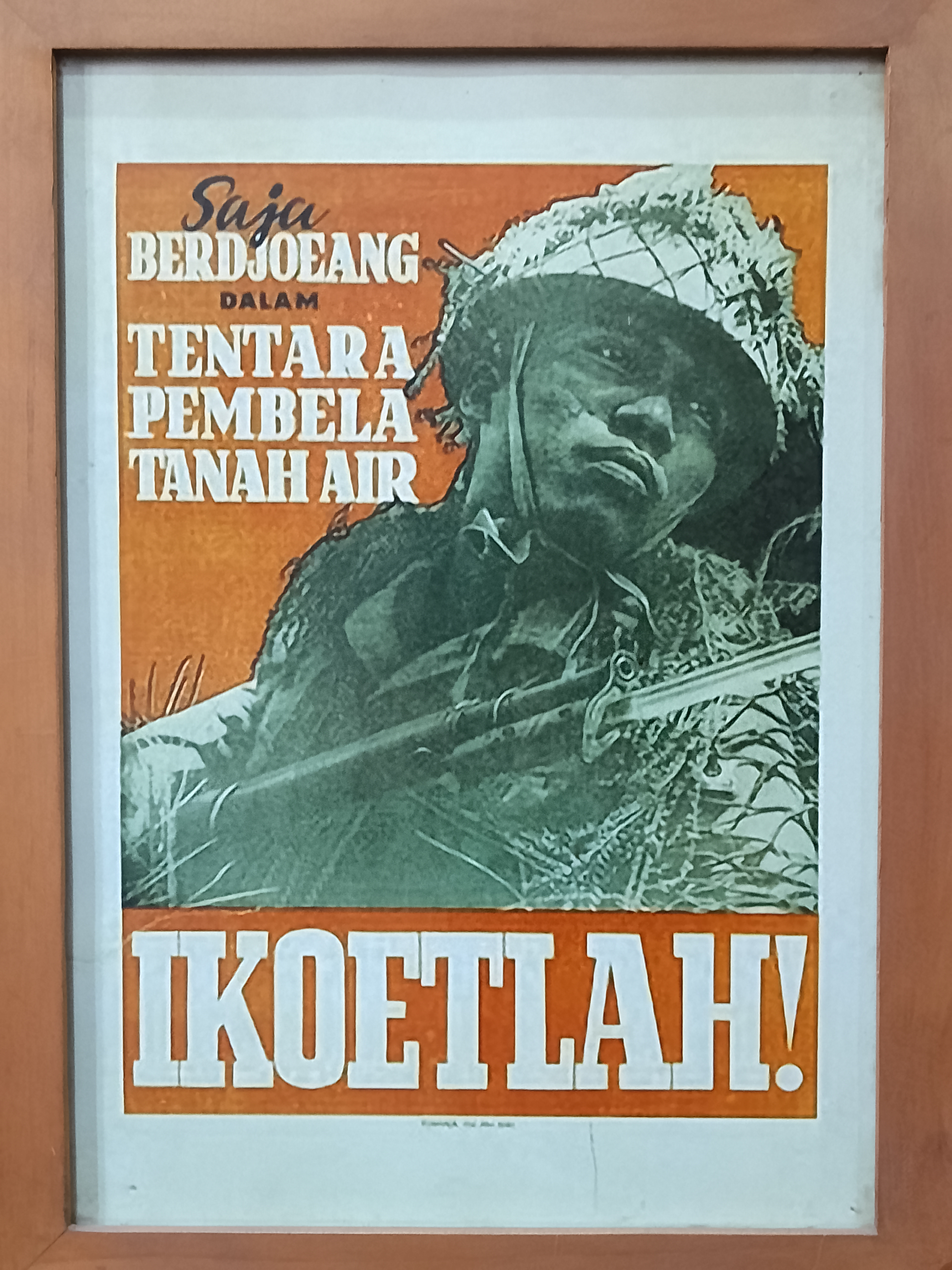
Dépliant de recrutement du PETA. Mots écrits : Je combats dans l'Armée de défense de la patrie. Rejoignez-nous !

Le 3 octobre 1943, une déclaration, l’Osamu Seirei no 44, publié par le commandant de la seizième armée japonaise, le lieutenant-général Kumakichi Harada, annonce la formation de la PETA comme armée de volontaires. L'entraînement de la troupe est centralisé au complexe militaire de Bogor auquel on donne le nom japonais de Bo-ei Giyûgun Kanbu Resentai, au moment de sa dissolution, à la fin de la guerre, elle comptait 69 bataillons (daidan) déployés à Java (environ 37 000 hommes) et à Sumatra (environ 20 000 hommes).
On[Qui ?] considère que la formation de la PETA a débuté par une lettre adressée par Raden Gatot Mangkupradja au Gunseikan (le chef du gouvernement militaire japonais), au mois de septembre 1943, document qui contenait, entre autres, une demande visant à permettre aux Indonésiens d'apporter leur concours au gouvernement japonais dans le domaine militaire. Toutefois, certains[réf. nécessaire] considèrent qu'il ne s'agissait que d'une stratégie des Japonais destinée à susciter l'enthousiasme patriotique en donnant l'impression que l'idée de la formation de la PETA provenait du milieu même des dirigeants indonésiens.
Le 14 février 1945, des éléments de la PETA de Blitar, sous le commandement de Supriyadi, se soulevèrent. L'insurrection fut « calmée » à l'aide de troupes provenant aussi bien de la PETA que du Heiho.
Le 18 août 1945, le lendemain de la déclaration d'indépendance, les autorités japonaises annonce la dissolution des unités de la PETA.
Du fait, notamment, de la prééminence des militaires dans de nombreux domaines, on retrouvera d'anciens membres de la PETA à des postes clés, dont Soedirman, le commandant en chef de l'armée indonésienne, et un certain Soeharto. 
En souvenir des soldats de la PETA, un monument a été érigé à Bogor et inauguré le 18 décembre 1995.